# Последовательность сборки орбитальной станции «Мир»
Эта статья описывает сборку орбитальной станции «Мир»
| Модуль       | Дата старта корабля | Корабль доставки | Дата пристыковки | Масса    | Назначение                                                                                       | Схема модуля | Схема с ОС «Мир» | Фото всего комплекса |
| ------------ | ------------------- | ---------------- | ---------------- | -------- | ------------------------------------------------------------------------------------------------ | ------------ | ---------------- | -------------------- |
| Базовый блок | 19 февраля, 1986    |                  |                  | 20100 кг | Базовый модуль станции, к которому пристыковывались все остальные модули, основной жилой модуль. |              |                  |                      |
| Квант-1      | 31 марта, 1987      |                  | ~9 апреля, 1987  | 10000 кг | Астрономическая обсерватория и научные эксперименты.                                             |              |                  |                      |
| Квант-2      | 26 ноября, 1989     |                  | 6 декабря, 1989  | 19640 кг | Системы жизнеобеспечения, служил для выхода в открытый космос.                                   |              |                  |                      |
| Кристалл     | 31 мая, 1990        |                  | 10 июня, 1990    | 19640 кг | Географическая и астрономическая лаборатории, хранение грузов.                                   |              |                  |                      |
| Спектр       | 20 мая, 1995        |                  | 1 июня, 1995     | 19640 г  | Построен для экспериментов по программе Мир-Шаттл.                                               |              |                  |                      |
| Стыковочный  | 12 ноября, 1995     | (STS-74)         | 15 ноября, 1995  | 6134 кг  | Использовался для стыковки со станцией Американских кораблей Шаттл по программе Мир-Шаттл.       |              |                  |                      |
| Природа      | 23 апреля, 1996     |                  | 26 апреля, 1996  | 19000 кг | Модуль для исследования Земли. Построен по программе Мир-Шаттл                                   |              |                  |                      |

Сборка производилась с помощью Автоматической системы перестыковки (АСПр, англ. Lyappa), манипуляторы которой крепились непосредственно на модулях.